# Louis-Joseph-Marie Auneau
Louis-Joseph-Marie Auneau SMM (ur. 11 lutego 1876 w Mésangerze, zm. 5 listopada 1959) – francuski duchowny rzymskokatolicki, misjonarz, montfortanin, wikariusz apostolski Shiré.

## Biografia
15 lipca 1900 otrzymał święcenia prezbiteriatu i został kapłanem Zgromadzenia Misjonarzy Towarzystwa Maryi.
9 maja 1910 papież Pius X mianował go wikariuszem apostolskim Shiré oraz biskupem tytularnym cerazyjskim. 1 listopada 1910 w Chilubuli przyjął sakrę biskupią z rąk wikariusza apostolskiego Niasy Josepha-Marii-Stanislasa Duponta MAfr.
25 grudnia 1949 przeszedł na emeryturę.